# Ilirska abeceda
Ilirska abeceda grafija je latiničnoga pisma koju je stvorio Ljudevit Gaj za potrebe Ilirskoga pokreta, odustajanjem od svog prvobitnog slovopisnog rješenja kojeg je iznio u Kratkoj osnovi horvatsko-slavenskoga pravopisaňa s namjerom da jezično, pravopisno i slovopisno ujedini sve južne Slavene. Ovu abecedu prvi puta izdaje u članku Pravopis 1836. godine.

## Ilirskaabeceda
| Slovo  | IPA                                                                      | Slovo  | IPA                   |
| ------ | ------------------------------------------------------------------------ | ------ | --------------------- |
| A, a   | /a/                                                                      | L, l   | /l/, /w/              |
| B, b   | /b/                                                                      | Lj, lj | /ʎ/, /lj/, /j/        |
| C, c   | /ts/                                                                     | M, m   | /m/                   |
| Č, č   | /tʃ/                                                                     | N, n   | /n/                   |
| Ć, ć   | /tʃ/, /tɕ/, /c/                                                          | Nj, nj | /ɲ/, /nj/, /j/        |
| D, d   | /d/                                                                      | O, o   | /ɔ/, /o/              |
| Dj, dj | /dʒ/, /dʑ/, /dj/, /ɟ/, /j/                                               | P, p   | /p/                   |
| E, e   | /ɛ/, /e/, /ə/                                                            | R, r   | /r/                   |
| Ě, ě   | /jeː/, /je/, /iː/, /i/, /ɛː/, /ɛ/, /eː/, /e/, /jɛː/, /jɛ/, /ə/, /ije/... | S, s   | /s/                   |
| F, f   | /f/                                                                      | Š, š   | /ʃ/                   |
| G, g   | /g/                                                                      | T, t   | /t/                   |
| Gj, gj | /dʒ/, /dʑ/, /g/                                                          | Tj, tj | /tʃ/, /tɕ/, /c/, /tj/ |
| H, h   | /x/                                                                      | U, u   | /u/                   |
| I, i   | /i/                                                                      | V, v   | /ʋ/, /w/              |
| J, j   | /j/                                                                      | Z, z   | /z/                   |
| K, k   | /k/                                                                      | Ž, ž   | /ʒ/                   |

Kasnije je Gajeva abeceda, koja je bila namijenjena subjektivnom izgovoru svih narječja govornog područja Ilirije (južni Slaveni), izmijenjena Bečkim književnim dogovorom na individualni nivo svakog narječja, i tako zauvijek udaljena od ilirskog jedinstva svih jugoslavenskih naroda, kojim je stvorena današnja latinična abeceda hrvatskog, srpskog, slovenskog, bošnjačkog i crnogorskog jezika.